# Valentin Brifaut
Valentin Léonce Brifaut (Brussel, 14 juli 1875 - Elsene, 15 november 1963) was een Belgisch advocaat, essayist, volksvertegenwoordiger en senator.

## Levensloop
Brifaut was een 'recente' Belg van wie de ouders van Franse oorsprong waren. Hij volbracht zijn lagere en middelbare studies in Namen (College Notre-Dame de la Paix), werd kandidaat wijsbegeerte en letteren in Brussel (Institut Saint-Louis) en promoveerde tot doctor in de rechten en licentiaat in de politieke en sociale wetenschappen aan de Katholieke Universiteit Leuven. 
Hij werd advocaat aan de Balie van Brussel en vestigde zich in Elsene, waar hij van 1908 tot 1946 gemeenteraadslid was. Hij begon tevens aan een actief leven, waarbij hij zich voor heel wat zaken interesseerde of er zich voor inzette. Hij had een buitenverblijf in Sint-Martens-Lennik gekend als het kasteel van Schepdaal.

## Politiek
Brifaut was, met tussenpozen, politiek actief.
Hij werd de nationale voorzitter van de 'Jeunes gardes catholiques', een groep waaruit de militanten werden gerekruteerd die tijdens de verkiezingsperiode instonden voor de propaganda en de ordedienst, en waar nodig een lijfwacht vormden rond belangrijke kandidaten. Hij publiceerde een liederencodex voor de leden.
Van 1912 tot 1925 was hij katholiek volksvertegenwoordiger voor het arrondissement Dinant-Philippeville.
Van september 1944 tot aan de verkiezingen van 1946 was hij senator voor het arrondissement Brussel. Hij stond sinds 1932 op de lijst van de katholieke partij in Brussel als eerste opvolger, en aangezien de effectief gekozen senator, Léon Coenen, in 1940 was overleden, volgde hij hem na de Bevrijding op.

## Katholieke organisaties
In 1909 was Brifaut secretaris van het congres van Mechelen, dat leidde tot de oprichting van de Ligue scolaire catholique, later Fédération des oeuvres scolaires genoemd, een organisatie die de verdediging van het vrij katholiek onderwijs op zich nam. De redactie van het tijdschrift was in handen van Brifaut en G. de Schaetzen. Brifaut werd in 1938 voorzitter van de federatie.
Hij was ook bestuurslid van de Fédération des associations et cercles catholiques. Tot in 1945 was hij lid van het organisatiecomité van de Internationale Eucharistische Congressen.
Er zijn nog andere activiteiten van hem te vermelden:
- Hij zette zich in voor volwassenenonderwijs.
- Hij stichtte de eerste studentenactie ten voordele van de missies.
- Hij stelde de toestand van de Armeense vluchtelingen aan de kaak. Hij was pas vooraan in de twintig toen hij over de massamoorden op Armeniërs schreef.
- Hij hield voordrachten voor de schooljeugd over Albert I, kardinaal Mercier, maarschalk Lyautey, Charles de Foucauld enz.

Brifaut was een zeer gecultiveerd man en een groot boekenliefhebber.

## Anti-maçonniekeactiviteiten
Hij was de oprichter van de Ligue antimaconnique belge, en de uitgever van het Bulletin Antimaconnique, waarvan hij de belangrijkste redacteur was. Ook al was hij een tegenstander van de vrijmetselarij, hij distantieerde zich van andere opponenten, die zich bezighielden met het publiceren van namen en die tijdens de Tweede Wereldoorlog steun zochten bij de bezetter en in de collaboratie stapten.
Hij verzamelde documentatie over geheime verenigingen en gaf hierover vaak voordrachten met lichtbeelden.
Zijn documentatie, evenals andere, is samengebracht in het Fonds Brunfaut, dat berust in de bibliotheek van de UCL in Louvain-La-Neuve.

## Luchtmacht
In 1914-1916, tijdens de Eerste Wereldoorlog was hij eerst luitenant bij de infanterie en weldra piloot bij de luchtmacht. In 1916 volbracht hij, als parlementslid, een zending bij de Spaanse regering, samen met prof. Deploige om de Duitse propaganda te ontzenuwen. 
In 1917 werd hij jachtpiloot in het Franse leger en eindigde als majoor-vliegenier.
Hij ijverde na de oorlog voor de ontwikkeling van de Belgische luchtmacht.

## Scoutisme
Brifaut trad zeer vroeg toe tot het nog embryonale scoutisme. Hij werd lid van de troep Abbaye Notre-Dame d'Orval, en zijn totemnaam werd Vieux Groenendael. Hij betrok deze scoutsgroep bij de heropbouw van de abdij van Orval na de Eerste Wereldoorlog.
Hij werd verbondscommissaris van de Baden Powell Belgian Scouts en voorzitter van de Franstalige Baden Powell Belgian Boy and Sea Scouts (1912-1930). Hij werd ook voorzitter van de Federatie van katholieke scouts (1929-1936).
Vanwege zijn vroegere goede relaties met koning Albert I werd hij uitgenodigd een scoutsgroep te organiseren rond kroonprins Boudewijn. Zijn zoon Henry Brifaut (1905-1995) was er de master van. 

## Publicaties
- Les massacres arméniens, Brussel, 1897.
- La Belgique marche à sa ruïne, 1906
- L'action de la franc-maçonnerie sur l'evolution du parti liberal en Belgique, in: "La revue generale", 1907.
- Chansonnier des jeunes gardes catholiques, Brussel, 1907.
- Rapport sur la plan maçonnique en matière scolaire, 1910
- LXXV ans d'enseignement catholique, 1832-1907. Le collège Notre-Dame de la Paix à Namur, Namen, 1908.
- Le général Mangin, in: La revue generale, 1925.
- Le marechal Lyautey, in: La revue generale, 1934.